# Nataša Gollová
 
Nataša Gollová (n. 27 februarie 1912, Brünn, Austro-Ungaria – d. 29 octombrie 1988, Praga, Cehoslovacia) a fost o actriță de film și de teatru cehoslovacă.

## Biografie
S-a născut ca Nataša Hodáčová la Brno la 27 februarie 1912. Tatăl ei a fost politicianul František Xaver Hodáč. Și-a ales numele artistic după bunicul ei, istoricul Jaroslav Goll⁠(d). Încă din adolescență a studiat dansul și actoria și a făcut parte dintr-o companie de dans. A vorbit fluent limba engleză, germană, franceză si rusă. În 1932, Nataša l-a întâlnit pe poetul evreu român Tristan Tzara la Paris în timpul turneului companiei de balet. Au avut o relație pentru scurt timp, dar Gollová a decis să se întoarcă în Cehoslovacia. Au rămas buni prieteni până la moartea lui în 1963.
Primul ei rol de actorie a fost în filmul Kantor Ideál⁠(d) (1932), regizat de Martin Frič. A apărut pe scena teatrelor din Olomouc și Bratislava. Din 1935 până în 1944 a făcut parte din ansamblul Teatrului Vinohrady, jucând roluri dramatice. Rolul ei de film care i-a adus celebritatea a fost în 1939 în Eva tropí hlouposti regizat, de asemenea, de Frič. S-a impus ca o actriță principală de comedie în Cehoslovacia. În 1941, s-a întâlnit romantic cu un producător numit de naziști la Studioul Barrandov, Willy Söhnel. La sfârșitul războiului s-a întâlnit cu actorul austriac O. W. Fischer. Aceste relații nu au fost uitate și iertate de publicul cehoslovac și, prin urmare, ea nu a mai fost distribuită în niciun film până în 1951. După război, s-a oferit voluntară în ghetoul Theresienstadt sau Theresienbad din Terezín, unde s-a infectat cu tifos. În 1947 s-a alăturat teatrului din České Budějovice. Acolo s-a căsătorit cu regizorul de teatru Karel Konstantin. Soțul ei era alcoolic și din acest moment Gollová a început și ea să bea.
În 1951, ea a fost distribuită în Císařův pekař a pekařův císař (Împăratul brutarului) datorită lui Jan Werich. A revenit în teatrele din Praga: Divadlo na Fidlovačce⁠(d) (1952-1953) și Divadlo ABC (1955-1962). Moartea soțului ei în 1961 a agravat problemele ei cu alcoolul. După aceea, a apărut mai des în roluri secundare și filme de televiziune până la pensionarea sa în 1984. Ea a murit în 1988 la Praga și este înmormântată într-un mormânt al familiei din Cimitirul Vyšehrad.

## Filmografie (selecție)
- Kantor Ideál⁠(d) (1932)
- Studujeme za školou⁠(d) (1939)
- Příklady táhnou⁠(d) (1939)
- Lízino štěstí⁠(d) (1939)
- Kristián⁠(d) (1939)
- Eva tropí hlouposti⁠(d) (1939)
- Dívka v modrém⁠(d) (1939)
- Katakomby⁠(d) (1940)
- May Fairy Tale⁠(d) (1940)
- A Charming Man⁠(d) (1941)
- The Blue Star Hotel⁠(d) (1941)
- The Great Dam⁠(d) (1942)
- Enchanted⁠(d) (1942)
- Bláhový sen⁠(d) (1943)
- Happy Journey⁠(d) (1943)
- Come Back to Me⁠(d) (1944)
- 1951 Împăratul brutarului (Císařův Pekař & Pekařův Císař), regia Martin Frič
- 1966 Fantoma din Morrisville (Fantom Morrisvillu), regia Bořivoj Zeman